# Solsort
Solsorten (latin: Turdus merula) er en spurvefugl, der er udbredt over store dele af Europa samt dele af Asien, Australien og New Zealand. Det er Danmarks almindeligste fugl, og den yngler gerne i beboede områder. Solsorten er kendt for sin melodiske sang, der især høres morgen og aften. De fleste danske fugle er standfugle, men en del hunner og ungfugle trækker dog mod sydvest om vinteren.

## Udseende
Solsorten er cirka 27 centimeter lang, og hannen er i den friske vinterdragt, der anlægges i august-september, helt glinsende sort. Den har kun en lille gul ring om sit mørkebrune øje. Senere slides hannens fjerdragt, så vingerne virker brunlige hen på sommeren. Voksne hanners næb er orangegule, mens unge fugles næb er mørkebrune. I løbet af efteråret og vinteren bliver det gradvist mere gult.
Hunnerne er hovedsagelig mørkebrune, med lysere hals og lyse pletter på brystet. Nogle hunner kan have usædvanligt lyse markeringer på brystet, som får dem til at ligne Ringdrossel. Deres næb varierer i farve, men det er normalt mørkebrunt med en enkelt gul plet. Det kan dog også være gulbrunt med mørk spids eller endda næsten helt gult som hos hannerne.

## Stemme
Solsorten er berømt for sin dybe og melodiske sang. Den kan desuden efterligne melodistumper og ringetoner fra mobiltelefoner.
 Han solsortesang om morgenen i byen Lille, Frankrig. ?
Solsorten har flere forskellige kald. Som alarmkald anvendes f.eks. et blødt tjuk, et skarpere og ofte gentaget kink, kink eller en nærmest hysterisk skingren, når den tager flugten. Hannen har et højt fint tsiii, der anvendes i markeringen af territoriet over for andre hanner. Denne type kald kan også høres som advarsel ved f.eks. en overflyvende rovfugl.

## Udbredelse
Solsorten holder til i stort set hele Europa samt i den sydlige del af Centralasien, Indien og videre østpå til det sydlige Kina. Derudover er solsorten indført til Australien og New Zealand.
De mange solsorte, som bliver i Danmark om vinteren (cirka 80 %), lever blandt andet af nedfalden frugt, et forhold, som er med til at forklare dens bosættelse i områder med villahaver med frugttræer og buske. Den femtedel af solsortene, som trækker sydpå til de lidt lunere dele af Vesteuropa, består fortrinsvis af hunner og ungfugle, hvorimod hannerne bliver tilbage og forsvarer deres territorier.
Tidligere har solsorten hovedsageligt levet i skovområder, men fra slutningen af 1800-tallet indledte solsorten en indvandring til byområder, og den holder i dag fortrinsvis til i villakvarterer og andre beboede områder.

Solsorten er med mere end to millioner ynglepar Danmarks mest almindelige fugl. Ved ringmærkning er solsortens middellevetid blevet beregnet til 2,4 år. Enkelte individer er dog blevet genfanget i en alder af 20 år.

## Levevis
Solsorten holder sig for det meste på jorden, hvor den bevæger sig i små hop i modsætning til stæren, der går eller løber.
Den lever af insekter, snegle og regnorme. Om efteråret tager den også bær og frugt, der ligger på jorden og den kan også ses gå op på fodderkasserne og spise fuglefrø. Til dens fjender hører spurvehøg, husskade og kat.

## Yngleforhold
Solsorten yngler i perioden fra april til august. Reden placeres i buske, hække, træer, hulrum, under tagudhæng eller lignende steder. Hannen og hunnen bygger derefter i fællesskab reden af kviste, tørt græs, visne blade og jord.
Hunnen lægger normalt mellem tre og fem grågrønne eller gråblå æg, der er tæt strøet med fine, brunlige pletter. De udruges fortrinsvis af hunnen. Rugeperioden varer 12-15 dage, hvorefter begge forældrefugle deltager i fodringen af ungerne, som er flyvefærdige efter omkring 15 dage.
Et solsortepar i Danmark får normalt to kuld på en sommer. I nogle tilfælde ses tre eller helt op til fire kuld.

## Population og sæsonvariation
Den samlede population i Danmark varierer fra 1 til 10 millioner fugle, alt efter årstiden. Om vinteren findes omkring 1-1½ million og om foråret cirka 4½ millioner individer, når hunner og ungfugle er vendt tilbage fra den sydvestlige del af Europa. Sidst på sommeren, efter at sidste kuld unger er udruget, men før hunner og unger drager sydpå, er antallet forøget til mere end 10 millioner fugle. Som følge af vinteren, hvor mange overvintrende solsorte sulter og fryser ihjel, samt på grund af de tilbagevendte trækfugle ender forårspopulationen med at være relativt konstant med omkring 4½ millioner individer.